# Habenaria auriculiloba
Habenaria auriculiloba är en orkidéart som beskrevs av Johannes Jacobus Smith. Habenaria auriculiloba ingår i släktet Habenaria och familjen orkidéer. Inga underarter finns listade i Catalogue of Life.